# ジュール・ラニョー
ジュール・ラニョー（Jules Lagneau, 1851年8月8日 - 1894年4月22日）は、フランスの教育者、哲学者。ジュール・ラニョーは生涯をリセの一教師として過ごし一冊の著作もあらわさなかった。その哲学が世に知られたのはラニョーの死から30年後、教え子たちが、ラニョーの授業を書きとめたノートを印刷・出版したことによる。
「ジュール・ラニョーは私が出会ったただ一人の"偉人"だった」とラニョーの生徒だったアランは書き、自らをラニョーの「忠実な弟子」と公言している。
アンリ4世校でベルクソンの教えを受けた批評家アルベール・チボーデはラニョーを「若者たちの師、ソクラテスの後継者としてはベルクソンの上に位置する人」と評した。 フランス哲学史の専門家はラニョーの哲学を"フランス反省哲学"と呼ばれる思潮の出発点に位置づけている。

## 生涯

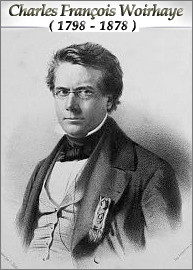
ラニョーを支援した弁護士・ヴォワレイ

ジュール・ラニョーは1851年にフランス・ロレーヌ地方の首府メスで、蝋燭屋の次男として生まれる。 母親はロレーヌのドイツ語圏育ちであった。ラニョーは幼いとき天然痘にかかりその影響で生涯病弱となった。1866年、ラニョーの才能を見込んだ地元の弁護士シャルル・フランソワ・ヴォワレイ（Charles François Woirhaye）が蝋燭職人の父親を説得し、地元メスのリセ(国立高等中学校)にラニョーを入学させた。ラニョーはヴォワレイの期待に応え優秀な成績で卒業した。69年、高等師範学校の受験準備のためラニョーはパリに上京した。

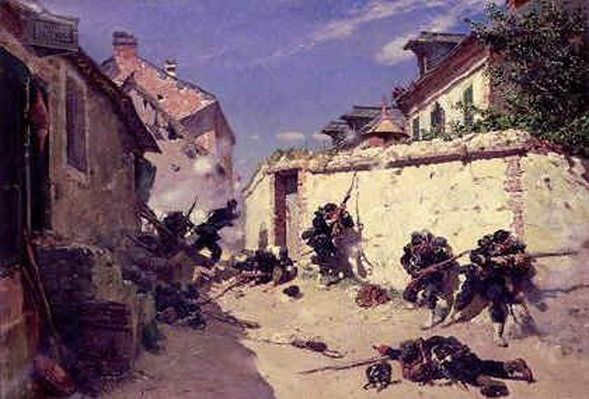
メス(Mets)攻囲戦(1870)

翌1870年に普仏戦争が始まると、フランス北東部でプロシアと境界を接しているラニョーの生地メスは戦争の最前線となった。ラニョーはただちに故郷に戻り、弟と共に義勇軍に参加した。戦地となった故郷メスはプロシア軍に占領され(メス攻囲戦)フランス兵は全員捕虜となったがラニョーはそこから脱出し、リールで再び戦線に参加した。敵方にはニーチェも看護兵として参戦していたがチフスと赤痢に感染し、ラニョーも同様にチフスに罹患しているので、もしかすると同じ戦場で敵味方としてラニョーとニーチェが対峙していた可能性もある。この普仏戦争の間にフランスは第二帝政から第三共和政に政治体制が変わった(フランス第三共和政)。1871年、フランスの敗北で終戦すると、敗戦の混乱のさなかに父親が没する。この戦争の影響でラニョーはドイツ嫌いとなり、後年、あるドイツ人教師が彼の授業を聴きたいと望んだとき、その希望を受けなかったという。19歳のラニョーはドイツ帝国によって分割された生地ロアンヌを離れた。

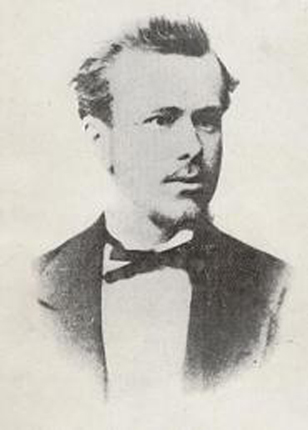
若き日のラニョー

パリに着いたラニョーはリセ・シャルルマーニュで受験準備を再開し、翌年バカロレア(大学を含む高等教育機関入学国家試験）に合格した。 1872年、エコール・ノルマル（高等師範学校)に入学し、19世紀後半フランスを代表する哲学者ジュール・ラシュリエの教えを受けた。
74年、最初のアグレガシオン(哲学教授資格試験)には失敗したが翌年合格し、生涯を捧げる教職に就いた。最初の75-78年はブルゴーニュ地方サンスのリセ、78-80年に北フランス・ピカルディ地方サン・カンタンのリセ、80-84年は故郷ロレーヌ地方ナンシーのリセで哲学を教えた。85年、哲学級が新設されたパリのリセ、ヴァンヴ(現在はリセ・ミシュレ)に着任。同校でエミール＝オーギュスト・シャルティエ(後のアラン)がラニョーの生徒になったのは1886年である。1887年にラニョーは最愛の母を失った。
1891年、ポール・デジャルダンとともに「倫理行動同盟（ユニオンプールラクシオンモラル " l'Union pour l'Action Morale ")」を設立した。2年後、運動にカトリックの援助を受けるか否かを巡り、共和主義者として拒否すべきだというラニョーは、可とするデジャルダンと考えが合わず脱退した。1893年秋からの学年をラニョーは病気によって休講した。翌年3月、弟のひとりが亡くなるとラニョーは痛々しい程の衝撃を受け、わずか一ヶ月後の1894年4月、弟のあとを追うように没した(42歳)。 「私の一生はなるようになるであろう。」（ラニョーが自分のことを語った時に言った言葉) -アラン-.

## 哲学教育
ラニョーの授業は、哲学の概論や知識を教えるより、自ら考えさせることに重きをおいた。「私には、諸君の代りに考えることも、諸君の代りに決心することもできないのだ」。 ラニョーは教室にある概論書の棚に鍵をかけ、さまざまな問いを生徒に投げかけて自分の頭で考えさせた。
ラニョーの授業スタイルは概論を知識として提供するのではなく、特定の哲学的題材に限定して思索を深めさせていく(『一つの思想の中にはすべての思想が入っている』)というもので通常の学校授業とかなり異なっていて批判にも晒されたという。「議論が苦手で、結論が得意だった」ラニョーは抗弁することもなく、ただ黙々と自分のスタイルでの講義を続けた。。最期の闘病中にラニョーがアランへあてた手紙がある。『親愛なるシャルティエ君、常に、何事にもおだやかに対し、しかも筋を曲げないようにしなさい。これが我々が他人に役立つ唯一の仕方ですし、又、哲学者の真の姿なのです。』(1894年4月2日)。
ラニョーが授業を行う上で重要視したのは「反省」と「悟性」で、嫌ったのは「修辞」であった。「知覚」と「判断」以外は決して論じられなかった、とアランは書いているが、学年下のレオン・ルテリエは「神」を論じた授業を受けている。断片」と呼ばれる難解なメモが講義用のものだとすれば、長く教師を務めたラニョーは毎年主題を変えて授業していたと想像することも可能である。
アランは「ラニョーは、決してモラルを論じなかった。」とも書いている。「おそらくは、言葉によるモラルは易きにすぎると考えていたのだろう」。別の箇所でアランは、「ラニョーが何故モラルを一度も取り扱わなかったのかが分かった。考えることを学べば、それで十分なのだ。」とも記している。 しかし『哲学の歴史』第8巻で執筆者のひとり川口茂雄は「ラニョーの知覚論は、ある側面で、精神をその怠惰から揺さぶり起こし、みずからが漠然と感じ、受け取っている物事への責任に目覚めさせるという」「ある種の哲学的な「倫理」を示唆する面をもつものとなる」との考えを示し、時にそれは「生徒たちの胸を打つ」表現として現れるとしてラニョーの言葉を翻訳している。

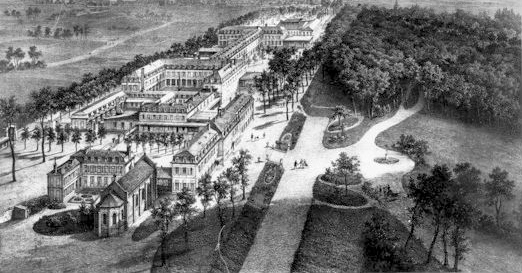
リセ・ヴァンヴ(19世紀後半)

寡黙なラニョーは自分のためには動かなかったが生徒の事になると断固たる行動力を持っていた。
彼のクラスで首席の生徒がソルボンヌ大学を受験したとき、幸運にも最も得意のテーマが出たがひどい評価で不合格にされた。翌日アランが学校で偶然ラニョーに出会うと彼は、今からソルボンヌへ行く、「シャルメ(落とされた生徒)に、明日の口頭試験には合格するからと言っておいてくれ給え」と伝言を頼んで出掛けていった。アランがシャルメに「明日、君は口頭試験に受かるそうだ。そう言ったのはラニョーなんだ。」と伝えると彼は「うん。それはよかった。」とだけ答え、次の日、彼は合格した。ラニョーは一介のリセ教師だったがアカデミーからも一目置かれていたのである。
 ラニョーの授業の中でアランを哲学に目覚めさせたのが「盲人の問い」である。
このような問いを含む知覚についての講義が3ヶ月続くなかで、"外観"とはなにか、"表面"とはなにか、"表象"とはなにか、といった事が繰り返し問われ、例えばアランは「その果てしない仕事を目の前にしてぞくぞくするような喜悦」を覚え、白い原稿用紙を前に「盲人が不十分な言葉で言おうとすることを、当の盲人に向って言うことだけに専念した」という。アラン同様ラニョーに尊崇の念を抱いていたシモーヌ・ヴェイユもまた教師時代にこの問いを生徒たちに与えている。

## 哲学
知覚の授業のひとつでラニョーは黒板に立方体を描いて見せた。物理的には黒い板に白い粉が付着しているだけだが、知覚は「図形」をそこに見る。さらにそれは単なる四角と平行四辺形の組み合わせというよりひとつの「立方体」を認識する。いわば物理的には「真」ならざるもの、存在しないものを見ている。その知覚は、悟性(知性）や想像が「働(acte)」くことで初めて成り立つのである。奥行きの線の角度は遠近法により、鋭角や鈍角であり感性はまさにその通りに感受しているが、悟性(理解力)の働いた"知覚"は、その角度を直角と考える。さらに言えば、それは鋭角でも鈍角でも、直角とさえも見ず"全体"を見て考え、考えて見る 。だからこそ、ラニョーは「知覚についての講義」を『知るとは、外観の中に本質を求めることである』という言葉で始めるのである。
ラニョーの全哲学は、「悟性」を「判断」に従属させることを目ざしている。

## 言葉
※ラニョーの著作は翻訳されていないので、アランの著作や紹介書、論文などからラニョー自身の言葉を抜き出し、仏語を解さない者にもラニョーの哲学の一端に触れる機会をここに作成。
1.<ラニョーの公式>とアランが名付けた言葉
- 「主観的認識は存在しない。」 [29]
- 「感覚は抽象物である。」 [30]
- 「リボー氏は生理学を'先験的に'学ぶ。」 [30] (リボーは心理学を形而上学から独立させ、科学として確立しようとした一人 [31]
- 「我々の一思想に全思想を見出すこと。」[31]
- 「自己とすべての事物は、存在するかしないか、それを選ばねばならぬ。」[補 12]
- 「あるのは思想の事実のみで、それが『思想』である。」[32][補 13]
- 「思考は計量である。」 [補 14]
- 「精神は夢を見ていた。世界がその夢であった。」[33]
- 「絶対的真理はけっして存在しない。それはわれわれがその日、その日、手に入れるパンのようなものだ。」[34]
- 「神は恩寵であるとともに思考であるが、両者の不可解な統一である」[35]
- 「厳密な証明は精神を物に変えるだろう。」[36]
- 「あらゆる困難は、きみが勇気を欠くところから生まれてくる。」 [補 15]
- 「普遍的懐疑論が真となるまで、疑いを発動させること。」 [37]
- 「全き幸福と、全き論理は、あきらめた時に知らずして達する。」[38]
- 「哲学とは明白さを確かめるための精神の努力に外ならない。即ち、人工の、常に定かならぬ光でもって、思考の無限の下部へ降り立ち、これを徐々に照らす努力に外ならない。自然は、先ずこの無限の下部を我々に隠したが、そこには自然の、永遠なる光が用意されており、意識はこの光に照らされると、それがどこからやってくるかを時折しか怪しまないのである。それ故、思い切って言おう。哲学するとは、言葉の普通の意味で、光を闇から照らすことだ、と。」(「形而上学について」)[39] 『光ヲバ闇ヨリ照ラサン clarum per obscurius』が彼の座右の銘であった。(アラン[40]

2.スピノザについて
- 「スピノザは形式において正しい。しかしデカルトは内容において正しい。」[41]
- 「スピノザにおいてはすべてがすべてのなかにある。何も他と切り離して真に掴むことのできるものはない。」[42]
- 「実体は属性なしにはなく、属性は諸様態なしにはない」「実体は表出でしかない。現象主義。彼(スピノザ)はすべてを外に見ている。」[43]
- 「スピノザにとっては、潜在性、内部はなく、すべては外部であり、外部に並べられ内部から切り離されてある。すべては客体なのである。」[43]
- 「精神においても理論においても、スピノザの分析は、知覚したものしか認めないのである。」 [44]
- 「スピノザにおいては、すべてがさらけ出されている。しかも抽象物である。そして、そのすべてが対象なのだ。」[45]

3.時間・空間
- 「時間は、私たちの感覚によって規定された限りでの私たちの行動の形式である。/空間は、必然的法則に従う私たちの行動によって規定された限りでの私たちの感覚の形式である。」[46]
- (空間の三次元について)「これらの次元は、一つの知覚の中には現実と、可能性と、この両方の結合したものが、常に一緒に含まれていることと相応じている。その外、ないしその後には何もない。」 [46]

4.明証性
- 「真理をそれ自体として、つまり感情的な根拠からは一切独立して悟性だけで考える場合、真理を真理として受け入れさせる根拠となるのは、明証性である。明証性とは、明晰判明に認識されたものとして精神に迫ってくる真理の性格、徴、基準である。」杉村靖彦 2003, 原典ページ)Jules Langneau,“Cours sur Evidence et Cerititude”,in Célèbres leçons et fragments,op.cit.,p.166.（※以下、杉村靖彦訳(2003)
- 「自分がある真理を肯定するように強いられていると認めること、それは、この規定を被るより前には、自分は他の仕方で規定されえたこと、言いかえれば自由であったことを認めることである。明証性を認知する条件は、したがって精神の内に、自分は自由だという感情の内にある。」 [47]
- 「われわれは、自分が何も完全には理解(把握)していないことを理解する。だが、まさにそのことをわれわれは理解している。つまり、われわれは思惟対象の総体を理解していないとしても、少なくとも、もはや対象ではなくわれわれ自身へと向かうことによって、われわれ自身を抱握するのである。いかなる懐疑をも超える確実性、いかなる無知の内にも場所を持つ認識があるのであって、われわれは、屈曲して自己自身へ向かうことによって、それに到達できるのである。......われわれが規定したいのは、まさにこの反省的確実性である。」[48]

## 著述・書籍
フランス語版fr:Jules Lagneau#Œuvresより引用、一部追加
- Simples notes pour un programme d'union et d'action (1892)『団結と行動プログラムの簡単な注意事項』1892年
- 「スピノザについての若干の覚え書き」 形而上学と道徳評論誌 1895年7月号。[49][補 16]
- Fragments de Jules Lagneau (1 à 90), in Revue de métaphysique et de morale, prés. par Émile Chartier (mars 1898)『ジュール・ラニョー断章(1-90)』注解:アラン、形而上学と道徳評論誌、1898年7月,9月号.
- Ecrits de jules lagneau,réunis par les soins de ses disciples(1925) （ASIN: B003WR8UPU）『弟子達の協力によって集められたジュール・ラニョーの著述』
- De l'existence de Dieu. fr:Bibliothèque de philosophie contemporaine. Paris: fr:Félix_Alcan. 1925. フェリックス・アルカン編『神の存在』現代哲学図書館、1925年
- Célèbres leçons et fragments, prés. par Michel Alexandre, Presses Universitaires de France (1950, rééd. 1964)ミシェル・アレクサンドル編『名講義および断片』PUF出版、1950,1964年.(参考文献(『ラニョーの思い出』)巻末に書簡パートのみ全訳)
- E. Blondel - cours intégral 1886-87 (notes de cours de M. Lejoindre, 5 vol.) éd. par le CRDP de Bourgogne, Dijon (1996)E・ブロンデル編『全講義録1986-87』(M. Lejoindreの授業ノート)、1996年
- Écrits, éd. du Sandre (ISBN 2-91495-843-9), Paris (2006) 『著述』du Sandre出版、2006年
- Textes inédits : voir le site internet de l' (アラン研究所-ラニョー-Textes inédits(PDF) 2015年6月19日閲覧

現在ラニョーの邦訳本はない。国会図書館サーチ(2015.6.22).